# Business Institut
Business Institut EDU je vzdělávací instituce, se sídlem v pražských Vršovicích, specializující se na profesní postgraduální vzdělávací programy MBA, BBA, DBA a LLM. Instituce byla založena v roce 2009 a dnes patří mezi největší MBA školy v České republice. Škola má v současnosti více než 1800 absolventů. Od roku 2013 probíhá výuka také v Bratislavě.

## Studium
Business Institut EDU nabízí dvě formy profesního postgraduálního studia - kombinovanou a 100% online.

### Kombinovaná forma
Výuka je založená na kombinaci 11 interaktivních lektorských setkání probíhajících v pracovním týdnu, v podvečerních hodinách a samostudiem prostřednictvím e-learningu.

### 100% online forma
Výuka probíhá prostřednictvím videopřednášek a samostudia bez nutnosti docházek na lektorská setkání.

## Studijní programy
Studijní programy jsou rozloženy do tří studijních bloků. Každý blok se skládá z jednotlivých studijních modulů a je zakončen postupovou prací. Celé studium je pak zakončeno vypracováním závěrečné práce a následně její obhajobou.

### Master of Business Administration (MBA)
Profesní vzdělávací program MBA je zaměřen na rozvoj manažerských dovedností a praktických zkušeností. Na výběr je z 19 programů v kombinované formě včetně jednoho vyučovaného kompletně v anglickém jazyce a 8 programů v online formě včetně jednoho v anglickém jazyce.
- Délka studia 12–18 měsíců u kombinované formy.
- Délka studia 12–14 měsíců u 100% online formy.

### Bachelor of Business Administration (BBA)
Profesní vzdělávací program BBA je koncipován jako příprava na vyšší stupeň vzdělávacího programu MBA a příprava na kariéru v managementu. Umožňuje účastníkům bez vysokoškolského vzdělání a rozsáhlejších profesních zkušeností doplnit si zejména teoretické znalosti. Na výběr jsou v kombinované formě 4 studijní programy včetně jednoho anglického a 2 programy včetně anglického v online formě. 
Délka studia je 10 - 12 měsíců u obou forem studia.

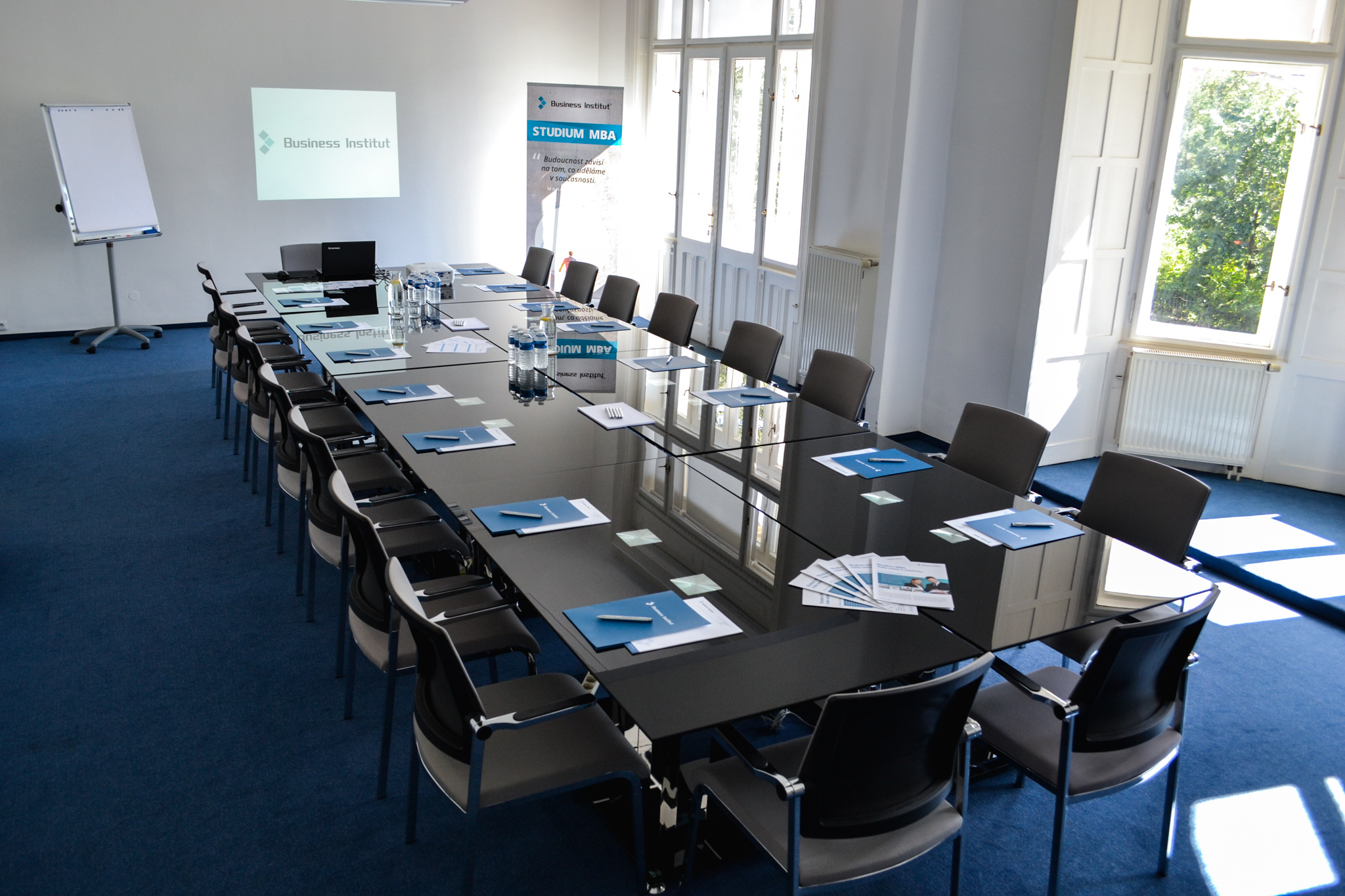
Sídlo Business Institut EDU při ulici Kodaňská 558/25 v Praze-Vršovicích

### Doctor of Business Administration (DBA)
Profesně vzdělávací program DBA představuje nejvyšší stupeň manažerského vzdělání. Jeho cílem je rozvoj pokročilých schopností a dovedností v oblasti managementu a leadershipu s důrazem na efektivní strategická rozhodnutí a hledání nových procesů a inovativních řešení v praxi. Vyučován je program DBA Management a leadership v českém jazyce kombinovaně a v anglickém jazyce online. Délka studia je 12 - 16 měsíců u obou forem studia.

### Executive Master of Laws (LLM)
Studijní program Executive LLM - Commercial Law je zaměřený na českou legislativu obchodního práva. Program je určen především uchazečům s předchozím právním vzděláním a představuje přínos zejména pro advokáty, koncipienty, právníky, notáře a další právní specialisty. Délka studia je 12 - 18 měsíců a vyučován je pouze v kombinované formě.

## Vzdělávací aktivity
Instituce pořádá i vzdělávací a společenské akce nad rámec kurikula, které slouží k získání dalších zajímavých informací a formálnímu i neformálnímu setkávání studentů, absolventů a odborné veřejnosti. Mezi přenášející v minulosti patřili například Ing. Dalibor Dědek, Jan Pirk, Tomáš Čupr, Margareta Křížová, Jan Cimický, Roman Vaněk, Vladimír Železný a další osobnosti českého byznysu.